# Dieudonné Kwizera
Dieudonné Kwizera är en medeldistanslöpare från Burundi, född den 6 augusti 1967.
Kwizera tog brons på 800 meter i PanAfrikanska spelen i Nairobi 1987 och var under senare delen av 1980-talet en medelgod löpare på friidrottsgalor runt om i Europa. Han ville delta i OS både 1988 och 1992, men nekades av IOK eftersom Burundi inte hade någon egen olympisk kommitté. Efter att ha fått nej till deltagande 1992 beslöt Kwizera, tillsammans med några kamrater, att bilda en nationell olympisk kommitté, och 1993 blev den erkänd av IOK.

## OS i Atlanta
Vid OS 1996 i Atlanta debuterade Burundi i olympiska sammanhang. Kwizera hade ej kvalificerat sig som löpare (han deltog som "coach"), men eftersom han varit den som grundat landets olympiska kommitté, valdes han att bära Burundis fana vid invigningsceremonin. Nu har jag uppfyllt min dröm, sade han efteråt.
Några dagar senare kom dock hans vän Vénuste Niyongabo och sade att han inte skulle ställa upp på sin specialdistans 1.500 meter (VM-brons i Göteborg 1995) utan istället löpa 5.000 meter (där tog han guld). Niyongabo föreslog Kwizera att ta den lediga platsen, vilket han också gjorde.
Kwizera, som inte var i bästa form, kom sexa i sitt försöksheat (gick ej vidare), men han tog sig i mål storskrattande och kysste löparbanan efter målgången. Senare sade han: "Jag var stolt, äntligen var jag en olympier".